# 장 뷔리당

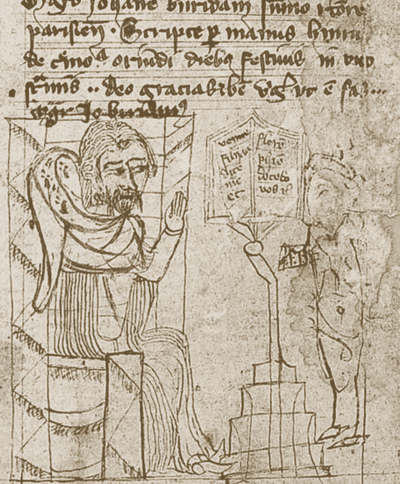
Jean Buridan

장 뷔리당(Jean Buridan, 1295년 경 ~ 1363년)은 유럽에서 코페르니쿠스 혁명의 기반을 닦은 프랑스의 신부이다. 뷔리당은 관성의 근대적 개념으로의 첫 걸음이자, 중세의 과학 역사에서 중요한 발전인 임페투스의 개념을 발달시켰다. 그의 이름은 뷔리당의 당나귀로 알려진 사고 실험을 통해 널리 알려져 있다.

## 생애
뷔리당은 프랑스 베튄에서 태어나 파리 대학교에서 수학하고 교수하였다. 신학에서 학위를 받기보다는 주로 인문학부에서 학문 생활을 하였다. 더 나이가 수도회에 가입하기보다는 재속 신부 신분을 유지하며 지적인 독립성을 유지하였다. 1340년에 그의 전임자인 오컴의 윌리엄에 대한 비판을 시작하여 자신감을 얻었다. 뷔리당은 거짓말쟁이의 역설과 같은 역설에 대한 해결책에 대해 저술하기도 하였다. 프랑스의 루이 11세의 포고로 그의 저작을 읽는 것이 금지되었다.